# Partula turgida
Partula turgida ist eine ausgestorbene Schneckenart aus der Gattung Partula. Sie war endemisch auf Raiatea in den Gesellschaftsinseln.

## Beschreibung
Partula turgida erreichte eine Länge von 17 mm und einen Gehäusedurchmesser von 11,6 mm. Die Länge der Mündung betrug 11,5 mm. Das gefurchte Gehäuse war kurz, nicht perforiert, eiförmig, extrem dünn, zerbrechlich und hornig. Die Färbung war schwach hellbraun und etwas transparent. Die glänzende Oberfläche war mit Wachstumslinien und feinen engen Spiralstreifen markiert. Die Spindel war sehr kurz und kegelförmig. Die Naht war mit einer feinen weißen Linie markiert. Es gab 4,5 gewölbte Windungen, von denen die letzte sehr groß und gleichmäßig geschwollen war. Die Mündung war schräg, im Umriss eiförmig und nahm zwei Drittel der Gehäuselänge ein. Der Mundsaum (Peristom) war leicht erweitert. Der Spindelrand war geweitet und oberhalb abgeflacht.

## Aussterben
Bereits zu Beginn des 20. Jahrhunderts galt Partula turgida als selten. In den 1960er Jahren wurden Große Achatschnecken (Achatina fulica) zur Bereicherung des Nahrungsangebotes nach Raiatea gebracht, die sich jedoch schnell als Plage erwiesen und die Polynesischen Landschnecken verdrängten. Zur Bekämpfung der Riesenachatschnecken führte man die ursprünglich aus Florida stammende Rosige Wolfsschnecke (Euglandina rosea) auf die Gesellschaftsinseln ein. Die Partula-Schnecken waren einfacher zu erbeuten als die Riesenachatschnecken und so wurden 49 von ehemals 61 Partula-Arten ausgerottet. 1987 rief die Zoological Society of London ein Erhaltungszuchtprogramm für die Partula-Schnecken der Gesellschaftsinseln ins Leben, bei dem 1990 die überlebenden Exemplare von Partula turgida in den Londoner Zoo gebracht wurden. 1993 gelang es die Population auf 400 Individuen zu erhöhen, von denen die meisten 1994 in ein umzäuntes Reservat auf der Insel Moorea ausgewildert wurden. 1995 drangen Rosige Wolfsschnecken in das Reservat ein und töteten alle Partula-Schnecken. Die im Londoner Zoo verbliebenen Exemplare gingen nach und nach infolge einer durch den Parasiten Steinhausia verursachten Infektionskrankheit ein. Der Tod des letzten Exemplars wurde am 1. Januar 1996 um 17.30 Uhr festgestellt.